# Manjak
Manjak (cyr. Мањак) – wieś w Serbii, w okręgu pczyńskim, w gminie Vladičin Han. W 2011 roku liczyła 375 mieszkańców.